# П'ять кутів
«П'ять кутів» (рос. «Пять углов») — радянський двосерійний телефільм 1989 року, знятий режисером Валерієм Буніним на студіях «Відеофільм» та «Світ мистецтва».

## Сюжет
За однойменною п'єсою Сергія Коковкіна. У старому ленінградському будинку зустрілися чотири особи. Для двох ця зустріч виявилася трагічною.

## У ролях
- Ніна Дробишева — Ляля, балерина
- Сергій Проханов — Ростик, розлучений чоловік Лялі, офіціант
- Сергій Коковкін — Зибкін, морський офіцер
- Ольга Толстецька — Галка, робітниця-малярка, лімітниця з села
- Алла Казанська — тітка Тася, балерина в будинку для літніх людей
- Наталія Жвачкіна — медсестра в будинку для літніх людей
- Олена Богданова — старенька в будинку для літніх людей
- Ольга Ігнатьєва — роль другого плану
- Михайло Лавровський — епізод
- Ніна Тимофєєва — епізод
- Валерій Бунін — епізод

## Знімальна група
- Режисер — Валерій Бунін
- Сценарист — Сергій Коковкін
- Оператор — Борис Лазарев
- Композитор — Ігор Назарук
- Художники — Валентин Коновалов, Юрій Ємелечкін